# Metrologia legal
A metrologia legal é a área da metrologia relacionada às exigências legais, técnicas e administrativas referentes às unidades de medida, aos métodos e instrumentos de medição, que são desenvolvidas por órgãos competentes. Objetiva fundamentalmente proteger o consumidor garantindo que as unidades de medida, os métodos e os sistemas de medição, usados em transações comerciais, estejam de acordo com as exigências técnicas e legais obrigatórias. As medidas fazem parte da vida diária das pessoas e muitas vezes não são percebidas, como a velocidade dos automóveis, nas rodovias, que é controlada para maior segurança dos passageiros. Fazer exames médicos para verificar a situação da saúde, utilizar o tempo a fim de evitar atrasos indesejados em compromissos previamente agendados, utilizar os sistemas de posicionamento por satélite para identificar sua posição exata, pesar os alimentos na hora da compra e encher o tanque do veículo com o volume necessário de combustível são outros exemplos de medidas no dia-a-dia. Devido à necessidade geral da população, a Metrologia Legal abrange todos os níveis e setores de uma nação.
Todos os dias, os consumidores, os comerciantes, os reguladores do governo e a indústria tomam decisões baseadas em resultados de medição. Estas medidas afetam o bem estar econômico e pessoal. Do ponto de vista do consumidor, por exemplo, um quilograma de arroz deve ser um quilograma e não menos. Para que uma sociedade funcione bem, deve haver confiança em todas as medidas, com transparência para os consumidores, empresas e refguladores.
O papel do Governo é dar a sociedade os meios para estabelecer a confiança nos resultados das medições a fim de que os comerciantes e os consumidores possam tomar decisões bem fundamentadas. No Brasil, o órgão do Governo Federal responsável pelo desenvolvimento de atividades no âmbito da Metrologia Legal é o Instituto Nacional de Metrologia, Normalização e Qualidade Industrial (Inmetro). A nível internacional, a Organização Internacional de Metrologia Legal (OIML) é a organização intergovernamental responsável pela harmonização global da Metrologia Legal.

## A Metrologia Legal no Brasil
As questões de metrologia, no Brasil, estão bem definidas e oficialmente organizadas. A Metrologia Legal no país existe desde antes da Lei 5966 de 12 de Dezembro de 1973. Essa lei instituiu o Sistema Nacional de Metrologia, Normalização e Qualidade Industrial (SINMETRO), cuja missão é formular e executar a política nacional de metrologia, qualidade e normalização. A mesma lei criou um órgão normativo e outro executivo, respectivamente, Conselho Nacional de Metrologia, Normalização e Qualidade Industrial (CONMETRO) e Instituto Nacional de Metrologia, Normalização e Qualidade Industrial (INMETRO) que compõem o SINMETRO.
Na década de 30 foram promulgadas as primeiras leis referentes à Metrologia, entretanto só a partir da década de 60 houve a implantação do controle metrológico a nível nacional. Nessa época foi criado o Instituto Nacional de Pesos e Medidas (INPM), no qual os serviços foram atribuídos à Diretoria de Metrologia Legal (DIMEL). Assim, cabe ao INMETRO, através da Diretoria de Metrologia Legal, organizar e executar as atividades de Metrologia Legal no Brasil.
O Brasil se tornou Estado Membro da Organização Internacional de Metrologia Legal (OIML) em 1984. A partir de então, tem o direito de votar e opinar nos diversos projetos elaborados pelos grupos da OIML. 
A Rede Brasileira de Metrologia Legal e Qualidade (RBMLQ) tem por principal atribuição verificar periodicamente os meios de medição abrangidos pela Metrologia Legal e os produtos pré-medidos. No ano de 2010, a RBMLQ era composta por 26 órgãos metrológicos regionais, destes, 23 órgãos estaduais (conhecidos como Institutos de Pesos e Medidas), 1 órgão municipal e 2 órgãos administrados pelo próprio Inmetro. Assim, devido a essa estrutura, a execução das atividades legais está garantida em todo o território nacional. 

### SINMETRO
O SINMETRO (Sistema Nacional de Metrologia, Normalização e Qualidade Industrial) é um sistema brasileiro, composto tanto por entidades privadas quanto por órgãos públicos, que tem o papel de exercer serviços relacionados com metrologia, normalização, qualidade industrial e certificação de conformidade. O Sistema foi instituído em 11 de dezembro de 1973 e é composto por um órgão normativo (CONMETRO) e outro executivo (INMETRO).
Esse Sistema Nacional tem uma estrutura capaz de avaliar e certificar a qualidade dos produtos, dos processos e dos serviços, por meio de uma rede de laboratórios de ensaio e de calibração e de organismos liderados pelo INMETRO. Essa estrutura atende às necessidades do governo, da indústria, do comércio e da população em geral.
Na área da Metrologia Legal, o sistema de defesa do consumidor é largamente difundido, ou seja, o trabalho de fiscalização é considerado de utilidade pública já que atinge mais de 5 mil municípios do Brasil.

### CONMETRO
O Conselho de Metrologia, Normalização e Qualidade Industrial (CONMETRO) é o órgão normativo do SINMETRO e tem como sua secretaria executiva o INMETRO. O Conselho é responsável por garantir a uniformidade e a racionalização das unidades de medida utilizadas no Brasil, fixar critérios e procedimentos para certificação de qualidade de produtos industriais e também por aplicar penalidades nos casos de infração às leis referentes à metrologia, à normalização industrial e à certificação da qualidade de produtos industriais. Cabe ao CONMETRO, também, a formulação, coordenação e supervisão da política nacional de metrologia, prevendo mecanismos de consulta que harmonizem os interesses públicos, das empresas e dos consumidores, além da coordenação da participação nacional nas atividades internacionais de metrologia.
Fazem parte do assessoramento técnico do Conselho de Metrologia, Normalização e Qualidade Industrial o Comitê Brasileiro de Avaliação da Conformidade (CBAC), o Comitê Brasileiro de Metrologia (CBM), o Comitê Brasileiro de Normalização (CBN), o Comitê Brasileiro de Regulamentação (CBR), o Comitê de Coordenação de Barreiras Técnicas ao Comércio (CBTC), o Comitê Codex Alimentarius do Brasil (CCAB), o Comitê Gestor do Programa Brasileiro de Avaliação do Ciclo de Vida e a Comissão Permanente dos Consumidores.

### INMETRO
O Instituto Nacional de Metrologia, Qualidade e Tecnologia (INMETRO) é o órgão executivo da política nacional de metrologia e está vinculado ao Ministério do Desenvolvimento, Indústria e Comércio Exterior. A  Dimel - Diretoria de Metrologia Legal é uma das seis diretorias do INMETRO, além de outras cinco Coordenações e demais setores, como Auditoria, Ouvidoria, Procuradoria e duas Superintendências.
O SINMETRO, o CONMETRO e o INMETRO foram instituídos em 11 de dezembro de 1973 pela Lei 5.966. Nesse momento o INMETRO se incumbiu de substituir o Instituto Nacional de Pesos e Medidas e de ampliar o seu raio de atuação a serviço da população brasileira. No domínio de sua vasta missão institucional, o INMETRO tem o objetivo de fortalecer as empresas nacionais aumentando sua produtividade por meio da adoção de procedimentos destinados à qualidade de produtos e serviços.
A principal missão do Instituto é trabalhar decisivamente para promover a confiança à população brasileira, através da melhoria da qualidade de vida da sociedade e também agir em favor do desenvolvimento socioeconômico do país. As consequências desse trabalho são as melhores como a inserção competitiva do Brasil, o avanço científico e tecnológico e a proteção do cidadão, principalmente nas áreas ligadas à saúde, à segurança e ao ambiente.
As atividades, em destaque, executadas pelo INMETRO são as seguintes:
- Promover os padrões metrológicos nacionais, estruturar e gerenciar os sistema de referências metrológicas e assegurar a rastreabilidade dos padrões das unidades de medida do país, de forma a torná-las harmônicas a nível internacional;

- Prestar suporte técnico e administrativo ao CONMETRO;

- Fiscalizar e verificar os instrumentos de medida empregados na indústria e no comércio;

- Reconhecer formalmente as atividades dos laboratórios de calibração e de ensaios e de organismos de certificação e de inspeção;
- Fortalecer o reconhecimento internacional do sistema de metrologia e qualidade brasileiro, assim como de organismos de certificação e dos organismos de inspeção.

## Dimel - Diretoria de Metrologia Legal
A Organização Internacional de Metrologia Legal - OIML descreve o termo "Metrologia Legal" como: parte da metrologia que trata das unidades de medida, métodos de medição e instrumentos de medição em relação às exigências técnicas e legais obrigatórias, as quais têm o objetivo de assegurar uma garantia pública do ponto de vista da segurança e da exatidão das medições.
A Metrologia Legal permeia todos os níveis e setores de uma nação desenvolvida. Durante a sua vida as pessoas terão contato com um grande número de instrumentos de medição sujeitos a regulamentação metrológica. As ações governamentais no campo da metrologia legal objetivam, por um lado, a disseminação e manutenção de medidas e unidades harmonizadas, e de outro, a supervisão e exame de instrumentos e métodos de medição.
O principal objetivo estabelecido legalmente no campo econômico é proteger o consumidor enquanto comprador de produtos e serviços medidos, e o vendedor, enquanto fornecedor destes. A exatidão dos instrumentos de medição, especialmente em atividades comerciais, dificilmente pode ser conferida pela segunda parte envolvida, e que não possui meios técnicos para fazê-lo. 
Em geral os instrumentos de medição estão na posse de um dos parceiros comerciais o qual tem acesso a eles, mesmo na ausência da outra parte. É tarefa do controle metrológico estabelecer adequada transparência e confiança entre as partes, com base em ensaios imparciais.
Atualmente, não só atividades no campo comercial são submetidas à supervisão governamental em países desenvolvidos, mas também, instrumentos de medição usados em atividades oficiais, no campo médico, na fabricação de medicamentos, bem como nos campos de proteção ocupacional, ambiental e da radiação são submetidos, obrigatoriamente, ao controle metrológico.
A exatidão das medições assume especial importância no campo médico face aos vários efeitos negativos que resultados de menor confiabilidade podem provocar à saúde humana.
A credibilidade da medição é, portanto, especialmente necessária onde quer que exista conflito de interesse, ou onde quer que medições incorretas levem a riscos indesejáveis aos indivíduos ou à sociedade.
A Metrologia Legal originou-se da necessidade de assegurar um comércio justo e uma de suas mais importantes contribuições para a sociedade é o seu papel de aumentar a eficiência no comércio mantendo a confiança nas medições e reduzindo os custos das transações.
A Metrologia Legal atende tais necessidades principalmente através de regulamentos, os quais são implementados para assegurar um nível adequado de credibilidade nos resultados de medição. Em todas as suas aplicações, a metrologia legal cobre unidades de medida, instrumentos de medição e outras matérias tais como os produtos pré-medidos.
Com respeito aos instrumentos de medição, a Metrologia Legal especifica exigências de desempenho, procedimentos de verificação, meios para assegurar a correta utilização das unidades de medida legalmente definidas e prescrições obrigatórias para uso.

## Referência Internacional
Atualmente, cada vez mais, há a necessidade de harmonização e padronização das práticas de Metrologia Legal entre as economias mundiais e é com esse propósito que, desde 12 de outubro de 1955, a Organização Internacional de Metrologia Legal (OIML) atua no sentido de promover esta concordância global, por meio do desenvolvimento de uma estrutura técnica que fornece, aos seus países membros, diretrizes para a criação de regulamentos nacionais e regionais na sua área de atuação.

### Organização Internacional de Metrologia Legal (OIML)
A Organização Internacional de Metrologia Legal (OIML) é uma organização intergovernamental mundial, cujo principal objetivo é harmonizar as regulamentações e os controles metrológicos aplicados pelos serviços nacionais de metrologia, ou organismos afins, dos Estados Membros. A Organização visa também:
- Desenvolver um regulamento modelo, normas e documentos destinados a serem utilizados pelas autoridades de metrologia legal e industrial;

- Fornecer sistemas de reconhecimento mútuo que reduzem as barreiras comerciais e os custos no mercado mundial;

- Representar os interesses do mundo da Metrologia Legal dentro das organizações e dos fóruns internacionais que estão envolvidos na metrologia, na normalização, nos ensaios e na certificação;

- Promover e facilitar o intercâmbio de conhecimentos e competências no âmbito da comunidade global da Metrologia Legal;

- Em cooperação com outras organizações de metrologia, conscientizar sobre a contribuição que uma infraestrutura sólida de Metrologia Legal pode trazer para as economias modernas.

Desde a sua criação, a Organização tem desenvolvido uma série de orientações para auxiliar os países membros, especialmente os países em desenvolvimento, na elaboração da legislação adequada sobre metrologia em todas as facetas da sociedade. Tem orientado, também, sobre os requisitos de certificação e calibração de novos produtos, principalmente quando essa calibração tem um impacto legal, como no comércio e na saúde.
A OIML trabalha em estreita colaboração com outras organizações internacionais, como o Bureau Internacional de Pesos e Medidas (BIPM) e a Organização Internacional para Padronização (ISO) para garantir a compatibilidade entre o trabalho de cada organismo. Entretanto, a Organização não tem autoridade legal para impor soluções em seus membros, mas suas recomendações são muitas vezes utilizadas pelos Estados Membros como parte de sua própria legislação interna.
As principais categorias de publicações da OIML são:
- As Recomendações Internacionais (OIML R), que são os modelos de regulamentação que fixam as características metrológicas dos instrumentos de medida e dos métodos e equipamentos de medição padrão; os Estados Membros da OIML devem, na medida do possível, implementar essas Recomendações;

- Os Documentos Internacionais (OIML D), que são de natureza informativa e visam harmonizar e aumentar a atividade de Metrologia Legal;

- Os Guias Internacionais (OIML G), que são igualmente de natureza informativa e visam fornecer regras gerais para a aplicação de certas exigências em Metrologia Legal;

- As Publicações de Base Internacionais (OIML B), que definem as regras de funcionamento de várias estruturas e sistemas da OIML.

Desde 2013, a OIML conta com 59 países como Estados Membros e 67 como Membros correspondentes. Os Estados Membros dão sua opinião nos projetos, participam de reuniões dos Grupos de Trabalho e das votações. Já os membros correspondentes são informados dos projetos apenas na sua fase final, no momento em que os documentos estão em aprovação, ou seja, esses membros são não-votantes. A participação na Organização inclui todos os membros do G20, os países da UE e os membros do BRICS que, somados, cobrem 86% da população mundial e 96% da sua economia. Assim, a OIML difunde publicações adaptadas às necessidades de todos os seus membros e evita o risco de desenvolvimento de requisitos voltados especificamente para as necessidades de determinados países. Os organismos participantes da OIML são:
- Conferência Internacional de Metrologia Legal, que tem a função de fixar a política a ser seguida na OIML, sancionar os relatórios de trabalhos técnicos e fixar o orçamento da organização para as duas Conferências;

- Comitê Internacional de Metrologia Legal (CIML), que é o órgão consultivo e diretivo e se reúne de dois em dois anos para aprovar e supervisionar os trabalhos feitos por órgãos associados;

- Bureau Internacional de Metrologia Legal (BIML), que tem a função de assegurar as relações com outras organizações internacionais e de conservar os relatórios oficiais das atividades da OIML.

#### Países participantes
Estão presentes na OIML, os Estados Membros (votantes) e os Membros Correspondentes (não-votantes). A categoria de Estado Membro está designada para os países ou economias que estão preparados para financiar e participar ativamente nos trabalhos da OIML. Já na categoria de Membro Correspondente estão os países ou economias que querem ser informados sobre as atividades da OIML, mas que não podem, ou preferem não ser um Estado Membro.
- Estados Membros:

 Albânia

 Argélia

 Austrália

 Áustria

 Bielorrússia

 Bélgica

 Brasil

 Bulgária

 Canadá

 China

 Croácia

 Cuba

 Chipre

 Chéquia

 Dinamarca

 Egito

 Finlândia

 França

 Alemanha

 Grécia

 Hungria

 Índia

 Indonésia

 Irã

 Irlanda

 Israel

 Itália

 Japão

 Cazaquistão

 Quénia

 Macedónia do Norte

 Mónaco

 Marrocos

 Países Baixos

 Nova Zelândia

 Noruega

 Paquistão

 Polónia

 Portugal

 Roménia

 Rússia

 Arábia Saudita

 Sérvia

 Eslováquia

 Eslovénia

 África do Sul

 Coreia do Sul

 Espanha

 Sri Lanka

 Suécia

 Suíça

 Tanzânia

 Tunísia

 Turquia

 Reino Unido

 Estados Unidos

 Vietname

- Membros Correspondentes:

 Argentina

 Bahrein

 Bangladesh

 Barbados

 Benim

 Bósnia e Herzegovina

 Botswana

 Burquina Fasso

 Camboja

 Taipé Chinesa

 Costa Rica

 República Dominicana

 Estónia

 Fiji

 Gabão

 Gâmbia

 Geórgia

 Gana

 Guatemala

 Guiné

 Hong Kong

 Islândia

 Jordânia

 Kuwait

 Quirguistão

 Letónia

 Libéria

 Líbia

 Lituânia

 Luxemburgo

 Madagascar

 Malawi

 Malásia

 Malta

 Mauritânia

 Maurícia

 México

 Moldávia

 Mongólia

 Montenegro

 Moçambique

 Namíbia

 Nepal

 Nigéria

 Coreia do Norte

 Omã

 Panamá

 Papua-Nova Guiné

 Paraguai

 Peru

 Catar

 Ruanda

 Seicheles

 Serra Leoa

 Singapura

 Sudão

 Síria

 Tailândia

 Trindade e Tobago

 Ucrânia

 Emirados Árabes Unidos

 Uruguai

 Uzbequistão

 Zimbabwe

Além dos países listados acima, a União Econômica e Monetária do Oeste Africano também é um Membro Correspondente.

## Áreas de aplicação
Como o principal papel da Metrologia Legal é proteger o consumidor, assegurando que as unidades de medida, os métodos e os sistemas de medição estejam em conformidade com as normas obrigatórias, diversas áreas são abrangidas pela Metrologia Legal incluindo as áreas da saúde, segurança, ambiente e, principalmente, do comércio.

### Ambiente
As medições são usadas para obter dados que podem servir de base para a tomada de decisões adequadas no que diz respeito à proteção do ambiente. Por exemplo:
- A medida da quantidade de nutrientes adicionados ao solo e de pesticidas aplicados às culturas permitem determinar a dosagem ideal para garantir a eficácia do tratamento do solo, evitando possível contaminação;

- A medida da quantidade de substâncias na água, no solo e na atmosfera torna possível determinar o impacto ambiental das atividades humanas e ajuda os tomadores de decisão a chegar às soluções viáveis de baixo custo;

- A medida da quantidade de gases poluentes, de partículas e de radiação ajuda na detecção de possíveis riscos no local de trabalho (ou mesmo em casa), garantindo que as ações de prevenção sejam tomadas;

- A medida do consumo de energia ajuda a monitorar e a controlar o uso de energia.

Nos últimos anos, foram observadas muitas mudanças ambientais. Medidas adicionais devem ser feitas, a fim de determinar com precisão as fontes dessas mudanças. Devendo tomar decisões políticas sólidas, os tomadores de decisão devem ter confiança nas medidas que utilizam. Portanto, um sistema de medição rigoroso é essencial para alcançar uma política ambiental eficaz. Um dos fatores-chave para um sistema deste tipo são as medidas regulamentares e os instrumentos de medição (metrologia legal).
Com a intenção de manter um ambiente saudável, as regulamentações ambientais nacionais são geralmente alinhadas com os acordos internacionais que, por sua vez, buscam garantir uma abordagem harmonizada a nível mundial. Adotar abordagens que são baseadas em medições permite que os governos e a indústria comprovem a conformidade com as regulamentações e estimem os efeitos das políticas de mitigação das mudanças climáticas.
Os sistemas nacionais de medida devem ser compatíveis a nível internacional. O Bureau Internacional de Pesos e Medidas (BIPM) e a Organização Internacional de Metrologia Legal (OIML) coordenam a rede internacional de institutos nacionais de metrologia e as autoridades nacionais de metrologia legal. Essa rede fornece o suporte necessário para garantir que as medidas de qualidade ambiental estejam padronizadas. 

### Comércio
O comércio de bens e serviços no mundo desempenha um papel vital no crescimento econômico, no bem estar das populações e na estabilidade financeira internacional. Medidas estão envolvidas na maioria das transações comerciais e, a fim de garantir a integridade de todas as partes, é necessário considerar essas medidas como "aceitáveis". Os bens de consumo devem oferecer uma boa relação qualidade-preço, mas também devem ser seguros. Por exemplo:
- Os alimentos devem estar livres de qualquer substância perigosa (toxinas, pesticidas, antibióticos, hormônios, etc.);

- Os produtos devem ser processados de forma segura e precisamente rotulados;

- O peso das mercadorias deve ser determinado com precisão para assegurar as transações financeiras justas.

Grandes quantidades de dinheiro podem estar envolvidas em uma transação como, por exemplo, a medição do volume de óleo que flui através de um oleoduto, onde um erro de medição de uma fração de 1% pode levar a uma enorme diferença na quantidade faturada. Sem a capacidade de realizar medidas precisas, uma ou outra das partes (empresas ou governo) seria mais desfavorecida e o estado também poderia perder em receitas fiscais.
As normas e os regulamentos técnicos são adotados e legislados pelos governos para proteger os produtores e os consumidores em níveis nacional e internacional. A Organização para a Cooperação e Desenvolvimento Econômico (OCDE) estima que cerca de 80% do comércio mundial é afetada por normas ou regulamentos. No entanto, na ausência de um sistema rigoroso de medida, os regulamentos e normas, não padronizados, poderiam se tornar um obstáculo técnico ao comércio, que gerariam aumento de custos, inibiriam o livre fluxo de bens e exigiriam testes exaustivamente repetidos.
Mesmo nas áreas comerciais não regulamentadas, a necessidade de compatibilidade de componentes e de sistemas requer métodos de medição consistentes e uniformes. É comum os componentes serem fabricados em um país e, em seguida, montados com peças ou sistemas fabricados em outro país. Além disso, o número de componentes cuja produção começa em um país e termina em outro país, é cada vez maior. É evidente que tudo isso só é possível se um sistema global e uniforme de medida está em vigor. Portanto, um sistema de medição rigoroso é primordial na obtenção de resultados de calibração e de testes internacionalmente aceitos. Um dos fatores essenciais para um sistema deste tipo são as medidas regulamentares e instrumentos de medição (metrologia legal).
Dado o papel crucial de medição, de acordo com as exigências e as avaliações da conformidade, o Comitê Internacional de Pesos e Medidas (CIPM) e a Organização Internacional de Metrologia Legal (OIML) criaram, respectivamente, um Acordo de Reconhecimento Mútuo (CIPM MRA) e um Acordo de Reconhecimento Mútuo (MAA) para fornecer um quadro que demonstra a coerência das medidas e dos testes internacionais.
O Bureau Internacional de Pesos e Medidas (BIPM) e a Organização Internacional de Metrologia Legal (OIML) coordenam a rede internacional de institutos nacionais de metrologia e as autoridades nacionais de metrologia legal. Essa rede fornece o suporte necessário para garantir a qualidade da medida no comércio.

### Saúde
O crescimento populacional, a maior expectativa de vida, o aumento das viagens e do comércio internacionais, bem como o progresso da medicina moderna estão aumentando, cada vez mais, a demanda nos sistemas de saúde. Esses sistemas de saúde estão enfrentando novos desafios, como o aumento da complexidade das medidas envolvidas, por exemplo.
Cada medida relacionada com a saúde segue um método pré-definido. As medidas são simples em alguns casos (como temperatura corporal, frequência cardíaca e pressão arterial) ou muito mais complexas em outros (como a determinação de doses de radiação). É vital que as medidas e os equipamentos de teste estejam de acordo com as normas especificadas, produzindo os mesmo resultados independente do local onde as medidas são realizadas. Implementar diretrizes e regulamentos relativos aos métodos e aos equipamentos médicos só é possível se as medidas forem precisas e realizadas utilizando instrumentos aprovados e corretamente calibrados.
Os profissionais de saúde e especialistas em avaliação de risco dependem de medições precisas relacionadas com a saúde para identificar doenças e prescrever tratamentos em que os pacientes sejam tratados de forma eficaz, segura e com baixo custo. O sucesso do tratamento depende da aplicação da dose correta da medicação na hora certa.
Planos de saúde incluem, cada vez mais, ações preventivas em suas políticas. Muitas condições onerosas e incapacitantes, tais como doenças cardiovasculares, câncer, diabetes e doenças respiratórias crônicas são ligadas por fatores de risco evitáveis comuns, enquanto outras podem ser prevenidas através da vacinação. Um plano de saúde preventivo que se baseia em medições precisas e procedimentos médicos pode reduzir drasticamente o custo e as demandas sobre os sistemas de saúde.
O comércio e as viagens internacionais aumentam o risco de propagação de doenças que ameaçam a saúde humana. A Organização Mundial da Saúde (OMS) publicou o Regulamento Sanitário Internacional (RSI), um conjunto de regras globais projetadas para prevenir e responder a riscos de saúde pública nacionais, regionais e globais agudos que têm o potencial de cruzar fronteiras e ameaçar a saúde das pessoas em todo o mundo . É essencial que os países tenham uma infraestrutura que possa monitorar e medir esses riscos para a saúde, a fim de assegurar o bem-estar de seu povo e para prevenir e controlar o surto de uma pandemia global. Portanto, um sistema de medição rigoroso é essencial para alcançar uma política de saúde eficaz. Um dos fatores-chave para um sistema deste tipo são as medidas regulamentares e os instrumentos de medição (metrologia legal).
Os sistemas nacionais de medida devem ser compatíveis e harmonizados a nível internacional. O Bureau Internacional de Pesos e Medidas (BIPM) ajuda a coordenar arranjos ou mantém o padrão de referência internacional para garantir a comparabilidade de muitos dos padrões nacionais de medição mantidos pelos institutos nacionais de metrologia. A Organização Internacional de Metrologia Legal (OIML) trabalha com as autoridades nacionais de metrologia legal para desenvolver normas harmonizadas sobre medidas e instrumentos de medição utilizados na área da saúde.

### Segurança
A segurança é, sempre, necessária seja em casa, no trabalho, no transporte, etc. Ao comer alimentos, beber água da torneira, ligar um aparelho elétrico, dirigir um carro ou pegar um avião, a segurança depende do cumprimento das leis e dos regulamentos de segurança que foram elaboradas e postas em prática pelas autoridades, órgãos reguladores e governos. Os regulamentos de segurança e as leis também garantem que a informação correta seja publicada nos rótulos, embalagens e manuais de instruções. Os regulamentos podem:
- definir limites de tolerância (data de validade) para nos proteger de ingerir vários tipos de substâncias tóxicas nos alimentos (metais pesados, pesticidas e bactérias nocivas, por exemplo).

- especificar de quais materiais são feitas as tubulações de água (por exemplo, chumbo).

- limitar a quantidade de radiação eletromagnética emitida por dispositivos elétricos (por exemplo, aparelhos de cozinha, que geram interferência em rádios ou televisores).

- especificar os requisitos de testes aplicáveis aos veículos automotivos para assegurar a sua conformidade com as normas de segurança rodoviária (por exemplo, o teor de CO nas emissões de gases de escape do veículo).

Existem infinitos exemplos práticos que demonstram a importância vital de medidas precisas para a nossa segurança: a compatibilidade de equipamentos elétricos, controle de dispositivos médicos, composição de materiais de construção, etc. Portanto, um sistema de medição rigoroso é essencial para alcançar uma política de segurança eficaz. Um dos fatores-chave para um sistema deste tipo são as medidas regulamentares e os instrumentos de medição (metrologia legal).
Os sistemas nacionais de medida devem ser compatíveis e harmonizados a nível internacional. O Bureau Internacional de Pesos e Medidas (BIPM) ajuda a coordenar arranjos ou mantém o padrão de referência internacional para garantir a comparabilidade de muitos dos padrões nacionais de medição mantidos pelos institutos nacionais de metrologia. A Organização Internacional de Metrologia Legal (OIML) trabalha com as autoridades nacionais de metrologia legal para desenvolver normas harmonizadas sobre medidas e instrumentos de medição utilizados para garantir a segurança da população.